# Меній-Верклів
Мені́й-Верклі́в (фр. Mesnil-Verclives) — муніципалітет у Франції, у регіоні Нормандія, департамент Ер. Населення — 318 осіб (01.01.2021).
Муніципалітет розташований на відстані близько 85 км на північний захід від Парижа, 30 км на південний схід від Руана, 45 км на північний схід від Евре.

## Історія
До 2015 року муніципалітет перебував у складі регіону Верхня Нормандія. Від 1 січня 2016 року належить до нового об'єднаного регіону Нормандія.

## Демографія
Динаміка населення (INSEE ):
Розподіл населення за віком та статтю (2006):
| Стать | Всього | До 15 років | 15-24 | 25-44 | 45-64 | 65-85 | Понад 85 |
| --- | ------ | ----------- | ----- | ----- | ----- | ----- | -------- |
| Чоловіки | 128    | 24          | 16    | 52    | 28    | 8     | 0        |
| Жінки | 136    | 36          | 16    | 40    | 32    | 12    | 0        |
| \| Статево-вікова піраміда \| Статево-вікова піраміда \| Статево-вікова піраміда \| \| ----------------------- \| ----------------------- \| ----------------------- \| \| Чоловіки \| Вік \| Жінки \| \| 0 \| 85 + \| 0 \| \| 4 \| 80-84 \| 4 \| \| 0 \| 75-79 \| 0 \| \| 4 \| 70-74 \| 4 \| \| 0 \| 65-69 \| 4 \| \| 8 \| 60-64 \| 0 \| \| 4 \| 55-59 \| 8 \| \| 16 \| 50-54 \| 8 \| \| 0 \| 45-49 \| 16 \| \| 16 \| 40-44 \| 12 \| \| 12 \| 35-39 \| 12 \| \| 8 \| 30-34 \| 12 \| \| 16 \| 25-29 \| 4 \| \| 8 \| 20-24 \| 4 \| \| 8 \| 15-20 \| 12 \| \| 16 \| 10-14 \| 12 \| \| 4 \| 5-9 \| 16 \| \| 4 \| 0-4 \| 8 \| |        |             |       |       |       |       |          |
| Статево-вікова піраміда |        |             |       |       |       |       |          |
| Чоловіки | Вік    | Жінки       |       |       |       |       |          |
| 0 | 85 +   | 0           |       |       |       |       |          |
| 4 | 80-84  | 4           |       |       |       |       |          |
| 0 | 75-79  | 0           |       |       |       |       |          |
| 4 | 70-74  | 4           |       |       |       |       |          |
| 0 | 65-69  | 4           |       |       |       |       |          |
| 8 | 60-64  | 0           |       |       |       |       |          |
| 4 | 55-59  | 8           |       |       |       |       |          |
| 16 | 50-54  | 8           |       |       |       |       |          |
| 0 | 45-49  | 16          |       |       |       |       |          |
| 16 | 40-44  | 12          |       |       |       |       |          |
| 12 | 35-39  | 12          |       |       |       |       |          |
| 8 | 30-34  | 12          |       |       |       |       |          |
| 16 | 25-29  | 4           |       |       |       |       |          |
| 8 | 20-24  | 4           |       |       |       |       |          |
| 8 | 15-20  | 12          |       |       |       |       |          |
| 16 | 10-14  | 12          |       |       |       |       |          |
| 4 | 5-9    | 16          |       |       |       |       |          |
| 4 | 0-4    | 8           |       |       |       |       |          |

## Економіка
2010 року серед 186 осіб працездатного віку (15—64 років) 145 були активними, 41 — неактивною (показник активності 78,0%, у 1999 році було 79,3%). З 145 активних мешканців працювало 128 осіб (66 чоловіків та 62 жінки), безробітними було 17 (7 чоловіків та 10 жінок). Серед 41 неактивної 17 осіб було учнями чи студентами, 16 — пенсіонерами, 8 були неактивними з інших причин.

У 2010 році в муніципалітеті числилось 106 оподаткованих домогосподарств, у яких проживали 294,0 особи, медіана доходів виносила 22 038 євро на одного особоспоживача